# Katari Foli-Bazi
Katari Foli-Bazi, né en décembre 1959 à Sokodé, est un homme politique togolais et actuel ministre de l’environnement et des ressources forestières. Il occupe ce poste depuis le 1er octobre 2020.

## Biographie

### Formation
Katari Foli-Bazi a fait ses études primaires et secondaires à Sokodé avant de rejoindre la faculté de droit de l'université de Lomé où il obtint sa maîtrise en droit privé. Il est plus tard nanti de trois autres diplômes en droit des assurances, droit maritime et droit international de la mer[source secondaire souhaitée].

### Carrière
Tout au long de sa carrière, Foli-Bazi Katari occupe divers postes de responsabilité au sein de l'administration togolaise. Il est directeur de l'administration générale du Port autonome de Lomé de 1996 à 2002. Ensuite, il rejoint le gouvernement où il occupe successivement les postes de ministre de la Justice, de l'Administration territoriale et de la Décentralisation, puis de ministre de l'Emploi et de la Fonction publique,. Il occupe par la suite le poste de directeur général adjoint de la Communauté électrique du Bénin (CEB) en 2008. En janvier 2019, il retourne au gouvernement en tant que ministre de la communication, des sports  et de la Formation Civique,. En 2020, il est nommé ministre de l'environnement et des ressources forestières, où il occupe actuellement ses fonctions,.

## Décorations
- Commandeur de l'ordre du Mono (2006)[10]